# 大塚 (印西市)
大塚（おおつか）は、千葉県印西市の町丁。現行行政地名は大塚一丁目から大塚三丁目。郵便番号270-1352。

## 地理
北は小倉、和泉、北東は鹿黒南、東は泉野、南は中央南、南西は中央北、西は小倉台、木刈、北西は牧の木戸に隣接している。

## 世帯数と人口
2017年（平成29年）10月31日現在の世帯数と人口は以下の通りである。
| 丁目       | 世帯数  | 人口    |
| ---------- | ------- | ------- |
| 大塚三丁目 | 618世帯 | 1,964人 |

## 小・中学校の学区
市立小・中学校に通う場合、学区は以下の通りとなる。
| 丁目       | 番地 | 小学校             | 中学校             |
| ---------- | ---- | ------------------ | ------------------ |
| 大塚三丁目 | 全域 | 印西市立木刈小学校 | 印西市立木刈中学校 |

## 施設

### 一丁目
- フコク生命千葉ニュータウン本社
- フコク生命千葉ニュータウン研修センター
- 東京海上日動火災保険千葉ニュータウン総合センター
- 三菱総研DCS
- セコム千葉ニュータウン営業所
- 労働金庫千葉ニュータウンビル
- NTTデータ
- みずほ銀行千葉事務センター
- 竹中技術研究所(竹中工務店・竹中土木）
- 印西地区消防組合印西西消防署
- 印西クリーンセンター
- 印西地区環境整備事業組合印西温水センター
- 印西市収集センター

### 二丁目
- 印西ビル
- 三菱UFJ銀行千葉センタービル
- 三井住友海上火災保険千葉ニュータウンセンタービル
- 東京ガス千葉ニュータウンガバナンスステーション

### 三丁目
- 大塚三丁目集会所
- 東京ガス印西ガスステーション
- 大塚街区公園

## 交通

### 鉄道
地内に鉄道は通っていない。中央南にある北総鉄道北総線の千葉ニュータウン中央駅が利用できる。

### 道路
- 都道府県道
  - 千葉県道189号千葉ニュータウン北環状線